# 八幡町 (山形縣)

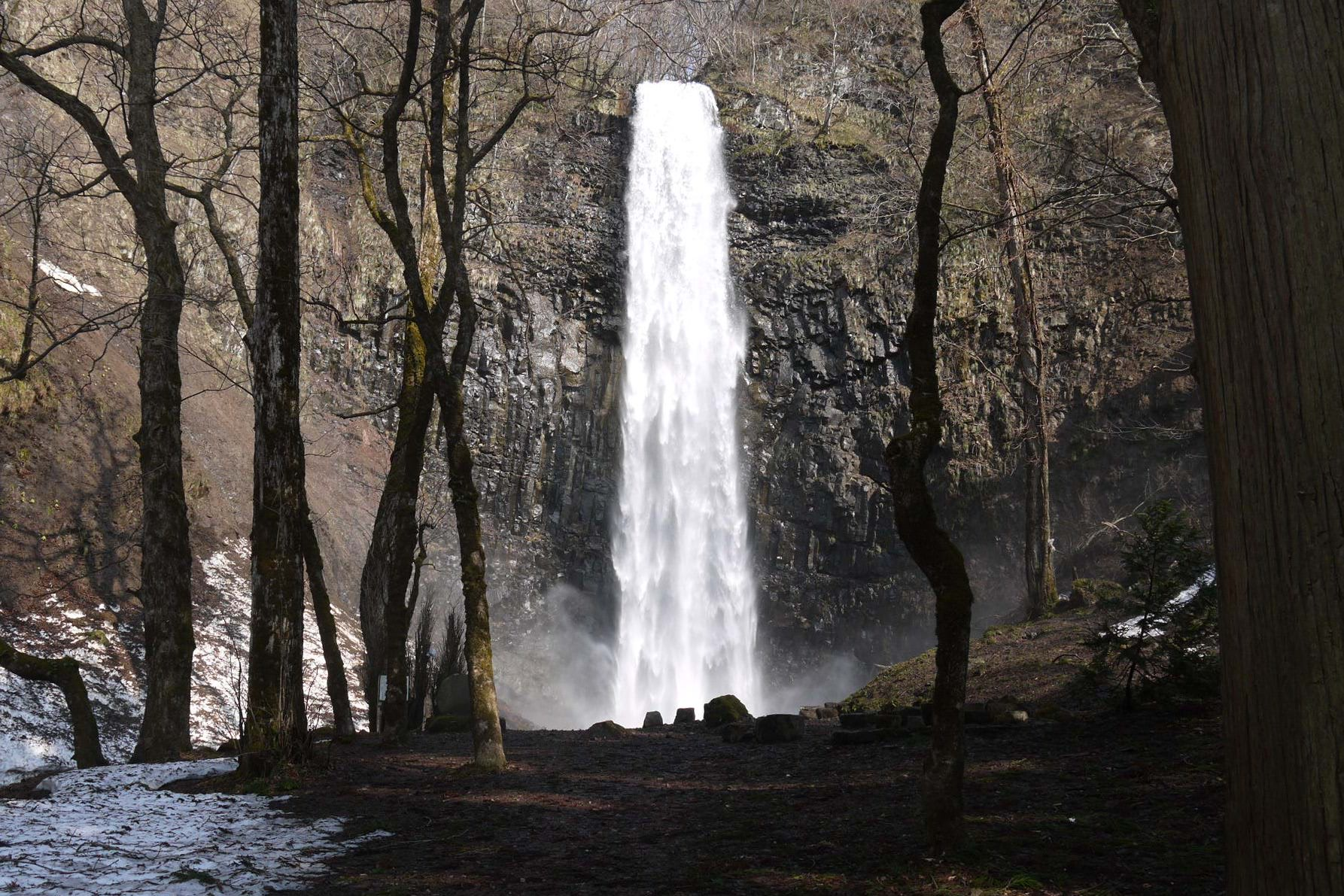
位于八幡町的玉藏瀑布

八幡町（日语：／ Yawata machi */?）是位于山形縣飽海郡的一町。2005年11月1日，與酒田市及飽海郡松山町、平田町合併，成為新酒田市的一部分。